# 費夏華足球會
費夏華足球會（Fehérvár FC）是匈牙利的一家職業足球俱樂部，球隊成立于1941年，位於塞克什白堡。球隊目前參加匈牙利足球甲級聯賽的比賽。球隊獲得過匈牙利足球甲級聯賽冠軍一次，匈牙利盃冠軍一次，匈牙利聯賽盃冠軍兩次，匈牙利超級盃一次。球隊還進入過1985年的歐洲足協盃決賽。

## 榮譽

### 本土賽事
- 匈牙利甲組足球聯賽

 冠軍:(3)：2010–11, 2014–15, 2017–18
 亞軍 : (8) ：1975–76, 2009–10, 2011–12, 2012–13, 2015–16, 2016–17, 2018–19, 2019–20
- 匈牙利盃

 冠軍:(2)：2005–06, 2018–19
 亞軍 : (5) ：1981–82, 2000–01, 2010–11, 2014–15, 2020–21
- 匈牙利聯賽盃

 冠軍:(3)：2007–08, 2008–09, 2011–12
 亞軍 : (2) ：2012–13, 2013–14
- 匈牙利超級盃

 冠軍:(2)：2011, 2012
 亞軍 : (3) ：2006, 2010, 2015

### 國際賽事
- 歐洲足協盃

 亞軍 : (1)：1984–85
- 圖圖盃
  - 小組冠軍 (2): 1983, 1984

## 外部連結
- Official Club Website （页面存档备份，存于）

- 維迪奧頓足球俱樂部的X（前Twitter）
- 維迪奧頓足球俱樂部的Facebook專頁